# Tim Winkler
Tim Winkler (født 14. februar 1986) er en dansk håndboldspiller, der spiller som målmand for  Skjern Håndbold og som tidligere har spillet i Ribe-Esbjerg HH, HC Midtjylland og KIF Kolding Håndbold. Han debuterede i 2005 for Skjern Håndbold. I januar 2025 annoncerede han, at han vil indstille karrieren efter 2024-25 sæsonen. Skjern Håndbold har sagt at de vil hente Christoffer Bonde hjem fra HK Malmø som afløser.
Winkler spillede i sine ungdomsår adskillige kampe på de danske ungdomslandshold. Mellem 2009 og 2012 spillede han 8 landskampe for det danske A-landshold.

## Eksterne links
- Spillerprofil hos REHH Arkiveret 10. september 2017 hos  Wayback Machine